# Wangning
Wangning (kinesiska: 王宁, 王宁乡) är en socken i Kina. Den ligger i prefekturen Anyang Shi och provinsen Henan, i den centrala delen av landet, omkring 170 kilometer nordost om provinshuvudstaden Zhengzhou.
Genomsnittlig årsnederbörd är 641 millimeter. Den regnigaste månaden är juli, med i genomsnitt 220 mm nederbörd, och den torraste är januari, med 5 mm nederbörd.